# Bantua scabra
Bantua scabra är en kackerlacksart som först beskrevs av Walker, F. 1868.  Bantua scabra ingår i släktet Bantua och familjen jättekackerlackor. Inga underarter finns listade.